# Луций Юлий Юл
Вижте пояснителната страница за други личности с името Луций Юлий Вописк Юл.
Луций Юлий Юл (на латински: Lucius Iulius Iullus) e римски политик.

## Произход и кариера
Произлиза от патрицианския род Юлии, клон Юлий Юл. Син е на Вописк Юлий Юл (консул 473 пр.н.е.) и внук на Гай Юлий Юл (консул 489 пр.н.е.).
Луций Юлий Юл е военен трибун през 438 пр.н.е. и конник през 431 пр.н.е. Неговият тъст Авъл Постумий Туберт е избран за диктатор.
През 431 пр.н.е. Луций Юлий Юл побеждава като началник на конницата (Magister Equitum) нахлулите екви и волски и се връща в Рим да празнува своя триумф.
През 430 пр.н.е. Луций е избран за консул заедно с Луций Папирий Крас I. През 424 пр.н.е. той става цензор отново с колега Луций Папирий Крас.